# Sprengplattieren
Sprengplattieren ist ein sprengtechnisches Verfahren, bei dem unter Verwendung brisanter Sprengstoffe ein Abdruck eines Gegenstandes in eine plane Fläche erzeugt wird oder zwei verschiedenartige Metalle miteinander flächig verbunden werden. Dabei sind feine und feinste Strukturen z. B. in Kupferplatten realisierbar bzw. Verbindungen von ansonsten nur schwer darstellbaren Materialkombinationen möglich.

## Abbildverfahren
Der abzubildende Gegenstand (z. B. ein Eichenblatt) wird dabei auf eine deformierbare Unterlage (z. B. Kupfer, ferritischer Stahl, Bronze, Nickel usw.) aufgelegt. Darauf folgt eine plane, nicht deformierbare Auflage (z. B. Glas). Auf letztere wird der Sprengstoff als gleichmäßige, flächige Schicht aufgetragen. Die Art des Sprengstoffes (Detonationsgeschwindigkeit, Arbeitsvermögen) und der Grad der Verdämmung richtet sich nach dem Abbildungsmaterial, den Objekteigenschaften und der Darstellungsgenauigkeit. Meist werden Sprengstoffe mit Detonationsgeschwindigkeiten von 2000 bis 5000 m/s verwendet. Die Zündung der Sprengladung erfolgt entweder aus dem Zentrum über dem Objekt (maßgenaue Abbildung der horizontalen Abmessung) oder vom Rand von mindestens zwei Seiten (genaue Abbildung der Unterseitenstruktur).
Neben einigen Sonderanwendungen in der Elektronenmikroskopie kommt dieses Verfahren nur noch äußerst selten zur Herstellung von Schmuck oder Passstücken im Maschinenbau zur Anwendung.

## Sandwichverfahren
Das Sandwichverfahren ist ein Verfahren zur Herstellung von Sandwich-Blechplatten oder leicht gekrümmten Tafeln mit Funktionsoberflächen ähnlich dem Abbildverfahren. Vor allem werden teure korrosions- und/oder hitzebeständige Werkstoffe in dünner Schicht auf dickere preiswertere Kohlenstoffstähle (Blech) einseitig oder beidseitig aufgebracht. Vorteil ist die physikalische feste Bindung der Plattierungspartner ohne Gefügeveränderung und ausgeprägte metallurgische Mischungs- und Wärmeeinflusszone, wie sie z. B. beim Plattieren durch Auftragsschweißung auftritt. Außerdem lassen sich sonst schwer zu fügende Metalle, wie z. B. Aluminium mit Stahl, sicher verbinden.
Anwendung vor allem zur Erzeugung von Vormaterial für den Anlagen- und Apparatebau. Die aufgesprengte Plattierung widersteht dem chemischen Korrosionsangriff und/oder der Hitzeeinwirkung, der Grundwerkstoff trägt die mechanischen Belastungen.